# Флавий Сабиниан
Вижте пояснителната страница за други личности с името Сабиниан.
Флавий Сабиниан (на латински: Flavius Sabinianus) е висш сановник на Източната Римска империя от началото на VI век, военачалник на българите, градоначалник на Воден и управител – magister militum per Illyricum на Илирия и Македония.

## Биография
Син е на Сабиниан Велики, военачалник на българите, градоначалник на Воден и magister militum per Illyricum – на Илирия и Македония (479 – 481 г.). Брат е на Флавий Мошиан (консул 512 г.).
В 479 г. император Зенон, за да предотврати заплахата от готите, се обръща за помощ към тракийските хуни и българи, пише Йоан Антиохийски в своята хроника De insidiis. Той назначава за пълководец на българско-източноримската войска най-добрия си военноначалник Сабиниан Велики, бащата на Флавий Сабиниан, който маневрирайки с българските си и римски отряди успява да прогони готите като им нанася решително поражение.
Флавий Сабиниан се жени за племенница на император Анастасий I и е баща на Сабиниан (консул 517 г.).
Сабиниан като главнокомандващ на римската войска в Дунавските провинции се бие срещу нахлулите групи на Мундо, състоящи се от готи, хуни и херули. През 505 г. в голяма битка при Маргум (днес Чуприя) в долината между Дунав и Морава източноримската войска, подсилена чрез 10 000 българи, е победена от остготите на Мундо и остготския комита Питция (Pitzia), който за своя крал Теодорих Велики победил гепидите.
През 505 г. Флавий Сабиниан е консул на Източната част на Империята, а Флавий Теодор в Западната част. През 508 г. става като баща си военачалник на българите, градоначалник на Воден и управител – magister militum per Illyricum на Илирия и Македония. Тицинският епископ Енодий (* 473; † 524), съвременник на епохата, в панегирика си към Теодорих еднозначно определя Флавий Сабиниан като „Началник на българите“ (Vulgarum ductor).